# Castellino del Biferno
Castellino del Biferno – miejscowość i gmina we Włoszech, w regionie Molise, w prowincji Campobasso.
Według danych na rok 2004 gminę zamieszkiwały 673 osoby, 44,9 os./km².